# Gasoducto Dzuarikau-Tsjinvali
El gasoducto Dzuarikau-Tsjinvali (en osetio: Газуадзæн «Дзуарыхъæу—Цхинвал»; en georgiano: ძუარიყაუ-ცხინვალის გაზსადენი) es un gasoducto que va desde el pueblo de Dzuarikau en Osetia del Norte (Rusia) a Tsjinvali, Osetia del Sur (territorio independiente de facto reclamado por Georgia). La construcción comenzó en 2006, y se proyectó para que el suministro de gas iniciara en septiembre de 2009.

## Historia
La construcción del gasoducto fue planeada durante mucho tiempo y se inició en diciembre de 2006. Fue lanzado el 26 de agosto de 2009.
Anteriormente, Osetia del Sur recibía el suministro desde la rama Agara-Tsjinvali del sistema troncal Tiflis-Kutaisi de Georgia. Después del conflicto entre Georgia y Osetia, se cortaron los suministros a Osetia del Sur por parte de Georgia. De acuerdo con Georgia, la causa fue una sección dañada de la tubería dentro de Osetia del Sur, mientras Rusia negó el daño y acusó a Georgia de un corte deliberado. Los suministros fueron restaurados en enero de 2009.